# Ніколя ле Гофф
Ніколя ле Гофф (15 лютого 1992 , Париж ) — французький волейболіст, олімпійський чемпіон 2020 року, чемпіон Європи.

## Титули та досягнення
За збірну
- Олімпійський чемпіон 2020 року
- Чемпіон Європи 2015 року
- Переможець Світової ліги 2015 та 2017 року
- Бронзовий призер Світової ліги 2016 року
- Срібний призер Ліги націй 2018 року
- Бронзовий призер Ліги націй 2021 року

Клубні
 Берлін Рециклінг Воллейс
- Володар Кубку Європейської конфедерації (1): 2015/16
- Чемпіон Німеччини (2): 2015/16, 2018/19
- Володар Кубку Німеччини (2): 2015/16, 2019/20
- Володар Суперкубку Німеччини (1): 2019/20

Особисті
- Найцінніший гравець чемпіонату Франції (1): 2020/21
- Найкращий блокуючий чемпіонату Франції (1): 2020/21